# ジョン・コール (第2代エニスキレン伯爵)

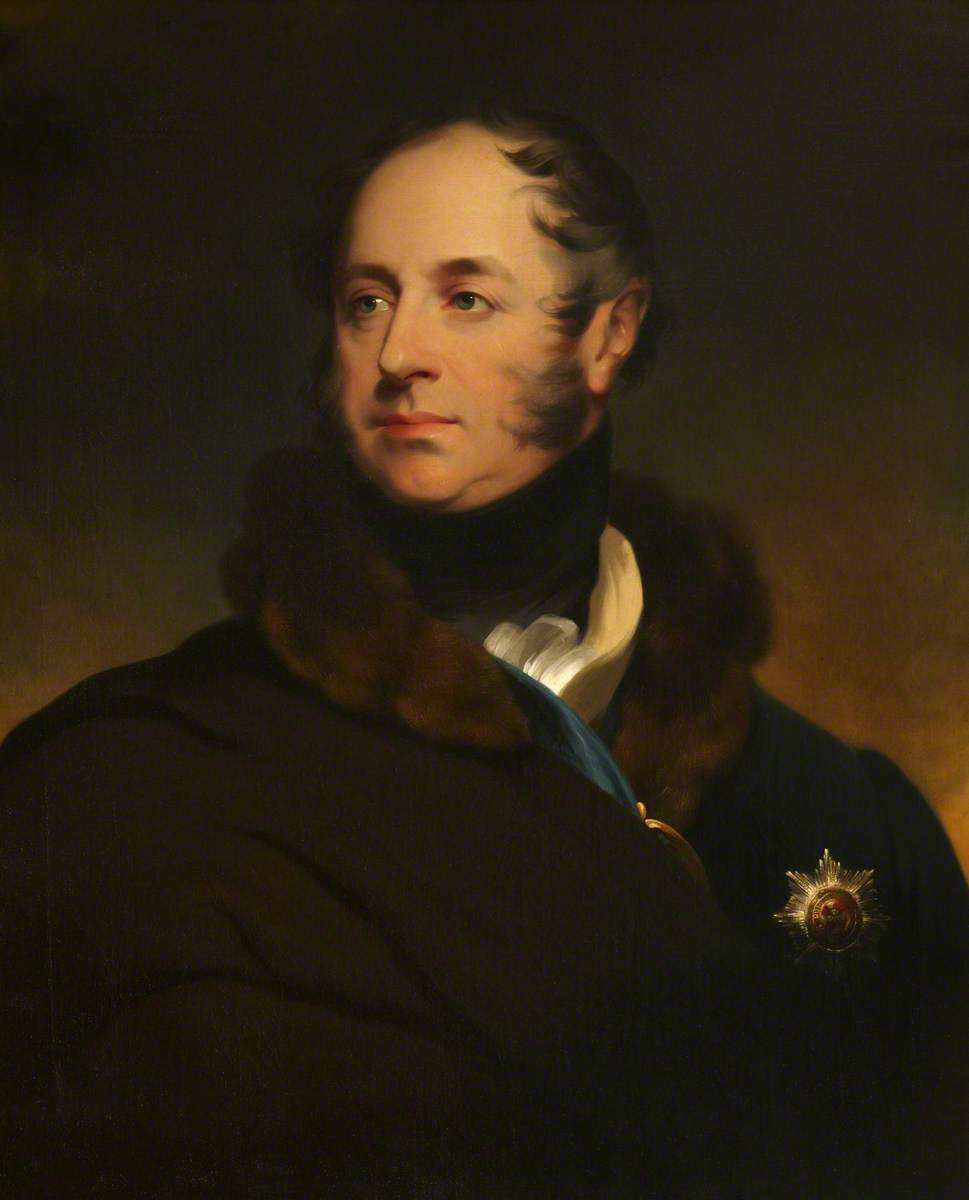
ウィリアム・ロビンソンによる肖像画、1829年。

第2代エニスキレン伯爵ジョン・ウィラビー・コール（英語: John Willoughby Cole, 2nd Earl of Enniskillen KP、1768年3月23日 – 1840年3月31日）は、アイルランド王国出身の貴族、政治家。1789年から1803年までコール子爵の儀礼称号を使用した。

## 生涯
初代エニスキレン伯爵ウィリアム・コールとアン・ロリー＝コリー（Anne Lowry-Corry、1742年6月24日 – 1802年9月、ガルブレイス・ロリー＝コリーの娘）の息子として、1768年3月23日に生まれた。ダブリン大学トリニティ・カレッジで教育を受け、1789年にB.A.の学位を修得した。
1790年の選挙でファーマナ選挙区とスライゴ・バラ選挙区の両方で当選、前者の代表としてアイルランド庶民院議員を務めた。1797年の選挙でもファーマナ選挙区とスライゴ・バラ選挙区で当選、引き続き前者の代表として議員を務めた。その後、1801年のグレートブリテン及びアイルランド連合王国の成立に伴い連合王国議会が設立されると、ファーマナ選挙区の代表として庶民院議員を続投した。アイルランド庶民院期にはアイルランドとグレートブリテンの合同に反対したが、連合王国庶民院では概ね政府を支持、1803年には合同が「結局はいいことだった」（a good thing after all）と発言した。
1803年5月22日に父が死去すると、エニスキレン伯爵位を継承した。同年にファーマナ県総督および首席治安判事に任命され、1831年10月7日から1840年3月31日までファーマナ統監を務めた。1804年から1840年までアイルランド貴族代表議員を務め、貴族院でも基本的には政府を支持した。
1810年4月27日、聖パトリック勲章を授与された。
1815年8月11日、連合王国貴族であるウィルトシャーにおけるグリンステッドのグリンステッド男爵に叙された。
1840年3月31日にフローレンス・コートで死去、4月13日にアーン（Erne）で埋葬された。

## 家族
1805年10月15日、シャーロット・パジェット（Charlotte Paget、1781年10月26日 – 1817年1月26日、初代アクスブリッジ伯爵ヘンリー・パジェットの娘）と結婚、4男1女をもうけた。
- ウィリアム・ウィラビー（英語版）（1807年 – 1886年） - 第3代エニスキレン伯爵
- ヘンリー・アーサー（英語版）（1809年 – 1890年） - 庶民院議員
- ジェーン・アン・ルイーザ・フローレンス（1891年没）
- ジョン・ロリー（英語版）（1813年 – 1882年） - 庶民院議員
- ロリー・バルフォア（Lowry Balfour、1815年 – 1818年）